# Kang Kwan-ju
Kang Kwan-ju (auch Kang Chu-il; * 5. Juli 1930 in Taedong-gun, Japanisches Kaiserreich, heute Provinz P’yŏngan-namdo, Nordkorea) ist ein nordkoreanischer Politiker.

## Ausbildung
Kang Kwan-ju studierte Geschichte an der Kim-Il-sung-Universität in Pjöngjang und besuchte später die Kim-Il-sung-Kaderhochschule der Partei der Arbeit Koreas (PdAK).

## Politische Karriere
Kang begann seine politische Karriere in den 1970ern. 1973 wurde er Direktor der Mansudae Art Troupe, eines staatlichen Kulturensembles, das Musik-, Tanzstücke und Opern zur Aufführung bringt. 1977 wurde er erstmals zum Abgeordneten der Obersten Volksversammlung gewählt. In seiner Tätigkeit im Kultursektor war er häufig im Ausland unterwegs, so auch in Japan. Er galt daher auch als Verbindungsmann des nordkoreanischen Regimes zum Nordkorea nahestehenden Generalverband der Koreaner in Japan (Ch’ongryŏn). Er war so auch mit der Devisenbeschaffung über diese Organisation, sowie mit der Beschaffung ausländischer Medien für die nordkoreanischen Elite befasst. 1982 übernahm Kang die Leitung der Abteilung für internationale Kontakte beim Zentralkomitee (ZK) der PdAK. 1986 wurde er auch stellvertretender Leiter des Organisationsbüro des ZK, das damals vom heutigen Staatschef Kim Jong-il geführt wurde. Mit den Parlamentswahlen 2009 schied Kang aus dem nordkoreanischen Parlament aus.

## Privates
Kang Kwang-ju ist ein Cousin zweiten Grades des verstorbenen nordkoreanischen Staatspräsidenten Kim Il-sung und somit ein Onkel dritten Grades des heutigen Staatschefs Kim Jong-il.